# Aulocystidae
Aulocystidae är en familj av svampdjur. Aulocystidae ingår i ordningen Lychniscosida, klassen glassvampar, fylumet svampdjur och riket djur. Enligt Catalogue of Life omfattar familjen Aulocystidae 4 arter. 
Kladogram enligt Catalogue of Life:
| Aulocystidae | \| \| Lychnocystis \| \| \| \| \| \| Neoaulocystis \| \| \| \| |
|              | \| \| Lychnocystis \| \| \| \| \| \| Neoaulocystis \| \| \| \| |
|              | Diapleuridae                                                   |
|              |                                                                |
|              | Lychnocystis                                                   |
|              |                                                                |
|              | Neoaulocystis                                                  |
|              |                                                                |

|  | Lychnocystis  |
|  |               |
|  | Neoaulocystis |
|  |               |